# Füßebinden

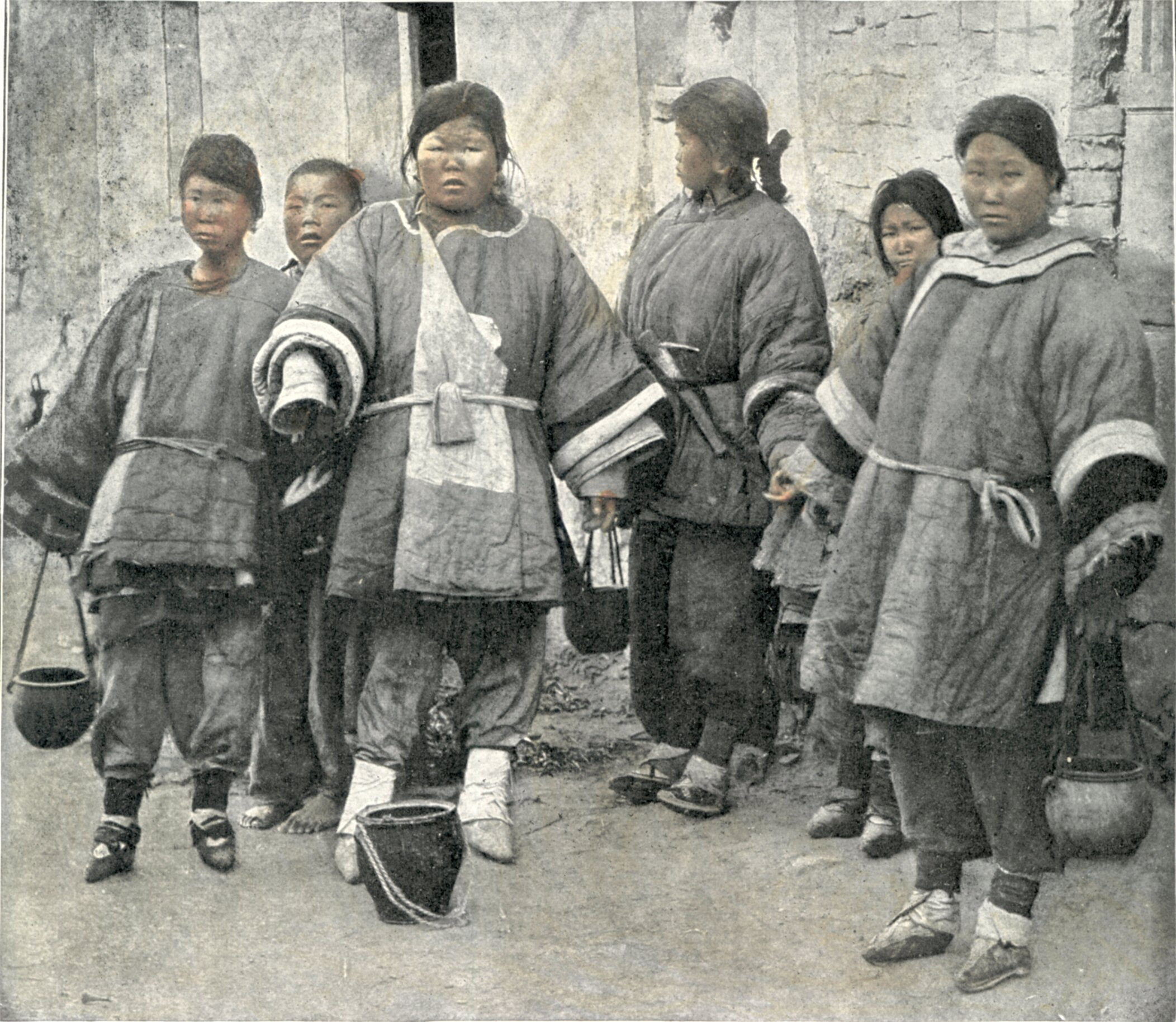
Frauen mit abgebundenen Füßen, um 1910

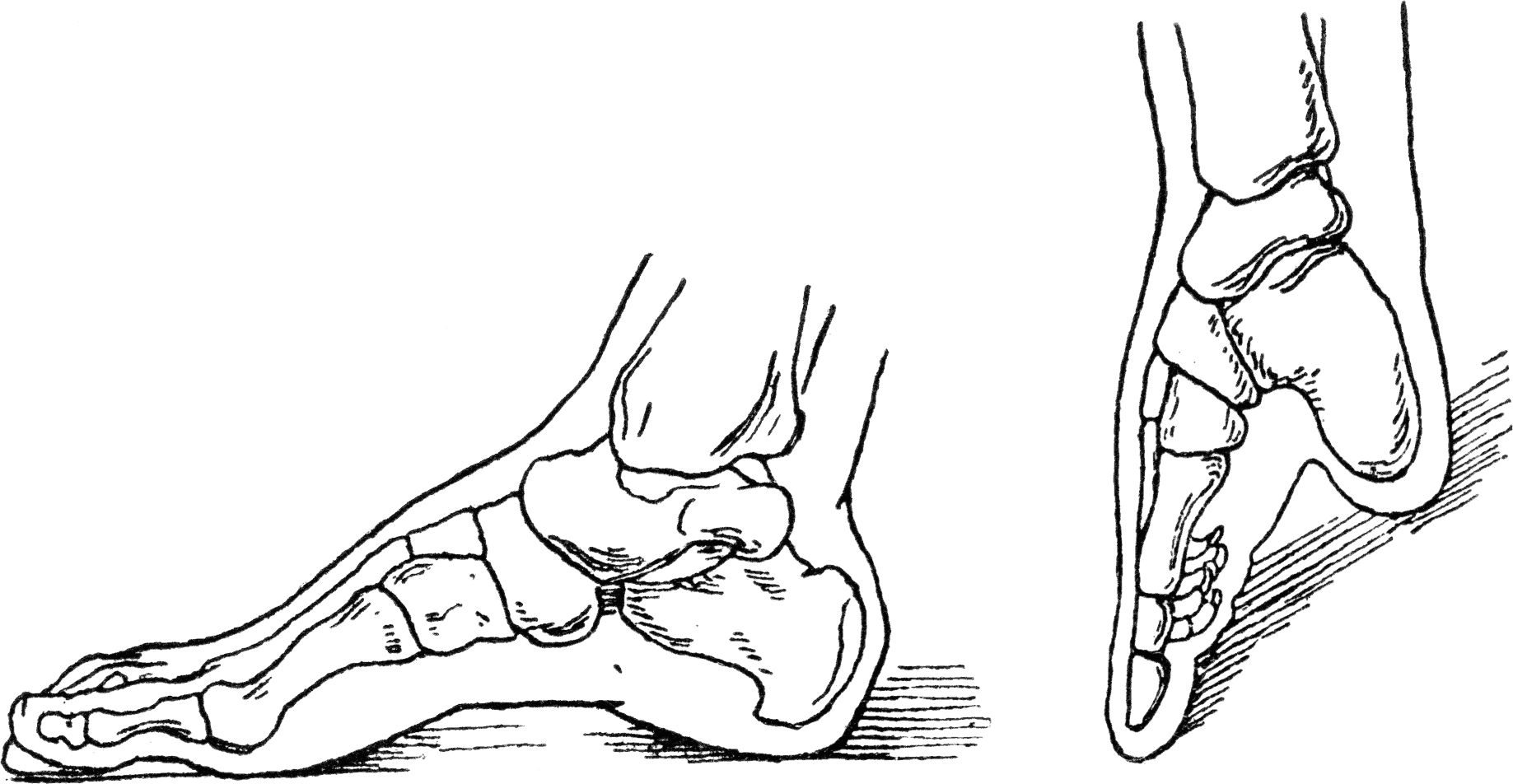
Normaler und abgebundener Fuß

Das Füßebinden war ein bis ins 20. Jahrhundert in China verbreiteter Brauch, bei dem die Füße von kleinen Mädchen durch Knochenbrechen und anschließendes extremes Abbinden irreparabel deformiert wurden. Hintergrund war eine vermutlich bereits seit dem 10. Jahrhundert existierende Schönheitsnorm für den Frauenfuß, die beschönigend Lotosfuß oder Lilienfuß genannt wurde. Angestrebt wurden kleine Füße von etwa 10 Zentimetern Länge. 
Vor allem Mädchen aus höhergestellten Familien wurden in meist frühem Kindesalter Opfer dieses Brauches, der gravierende gesundheitliche Schäden mit sich brachte, den Gang behinderte und nur unter Schmerzen ermöglichte.
Bereits 1911 verboten und teilweise heimlich weitergeführt, wurde das Füßebinden 1949 durch Mao Zedongs gesetzlich verankertes Verbot endgültig abgeschafft.

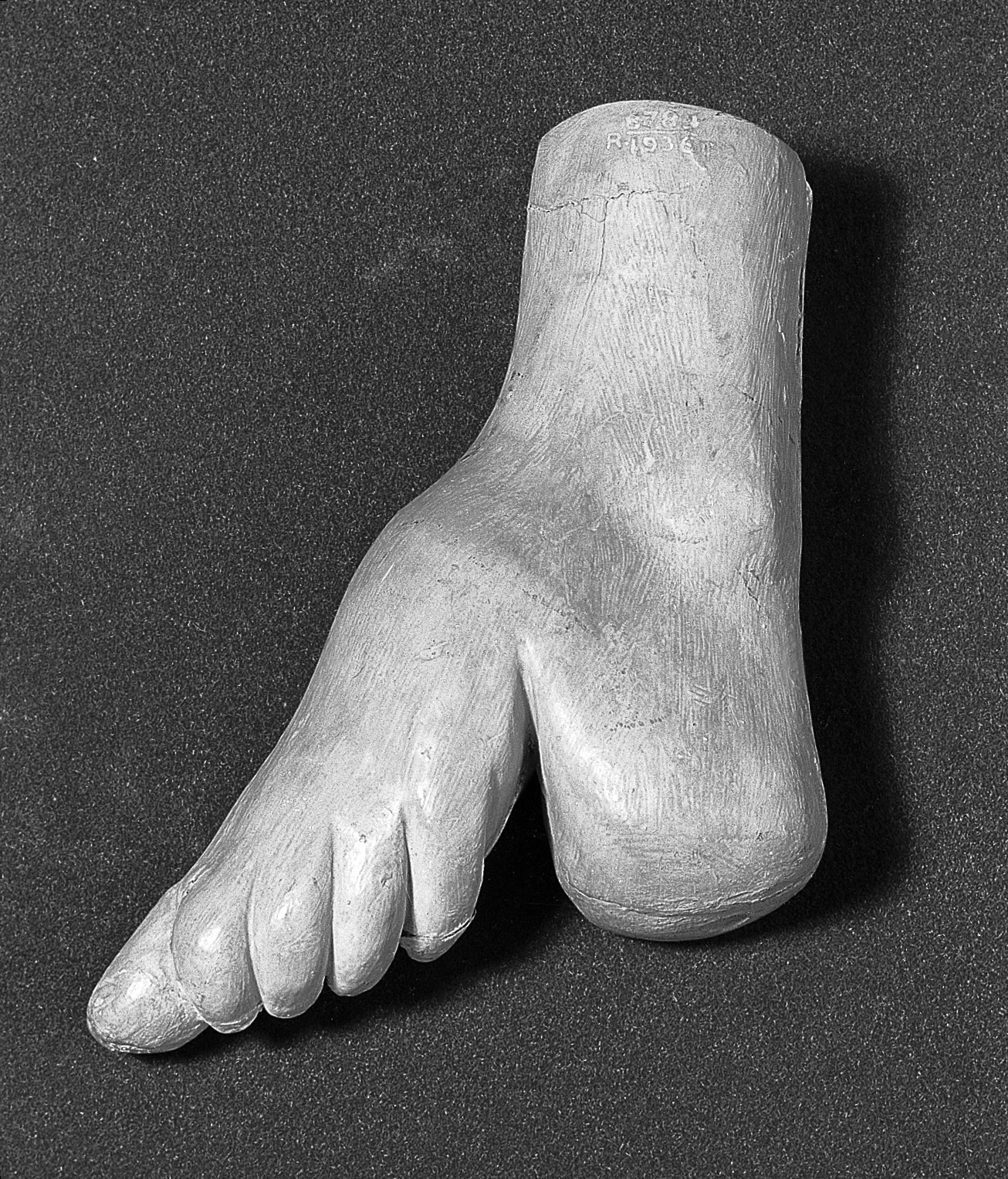
Gipsabguss eines durch Einbinden deformierten Fußes

## Hintergründe und Ursprung des Füßebindens
Während die Stellung der Frauen zur Zeit der liberal geprägten Tang-Dynastie innerhalb der Familie und der Ehe von Achtung und Selbstbewusstsein geprägt war, änderte sich dieses Rollenbild allmählich während der darauffolgenden Song-Dynastie. Die zeitgleich aufkommende Mode der eingebundenen Füße begünstigte dabei die zunehmend untergeordnete Position der Frau. Aufgrund der eingeschränkten Bewegungsfähigkeit waren Frauen meist zu Hause und entsprechend ihren Möglichkeiten an den Haushalt gebunden. Sie waren dadurch von ihren Männern abhängiger.
Der Brauch des Füßebindens geht angeblich auf eine Tänzerin zurück, die Geliebte von Li Houzhu war, des letzten Herrschers (reg. 961–976) des Südlichen Tang-Reiches. Sie bandagierte sich die Füße, um auf der goldenen, lotosblütenförmigen Bühne, die der Kaiser ihr bauen ließ, besondere Leistungen vollbringen zu können. Yu Huai, ein chinesischer Historiker des 17. Jahrhunderts, spürte der Wurzel des Füßebindens nach und fand dabei Folgendes heraus:

„In alten Zeiten bestand zwischen den Füßen der Männer und denen der Frauen kein Unterschied … Meine Nachforschungen haben ergeben, dass das Fußeinbinden zur Zeit Li Houzhus der Südlichen Tang-Dynastie Mode zu werden begann. Er hatte eine königliche Dienerin namens Yao Niang, die wegen ihrer zarten Schönheit und ihrer Tanzbegabung berühmt wurde. So ließ er eine goldene Lotosblüte anfertigen, die sechs Fuß hoch und mit kostbaren Edelsteinen, Girlanden und Seidenquasten geschmückt war. Diese goldene, in vielen Farben leuchtende Lotosblüte stand in der Mitte der Halle. Yao Niang musste sich nun, die Füße mit Seidenbändern umwunden, in diese Blüte schmiegen und die Form der Mondsichel nachahmen. Sie tanzte auf ihren weißen Socken auf der Lotosblüte, machte Pirouetten und erweckte den Eindruck, als wären die weiten Ärmel ihres Gewandes Wolken. Ihr Stil wurde von vielen nachgeahmt. Yao Niang war also die erste, die mit dem Fußeinbinden begann.“

In dieser Zeit wurden die Füße aber nur locker bandagiert und es kam nicht zu Verstümmelungen wie später. In der Song-Dynastie wurden unter dem Einfluss des Neokonfuzianismus die Rechte und Möglichkeiten von Frauen zunehmend eingeschränkt. Von da an war es üblich, die Füße von Mädchen aus den gehobenen Schichten ab dem frühen Kindesalter einzubinden.
Der Brauch verbreitete sich bis zu Beginn des 20. Jahrhunderts in allen Schichten der Bevölkerung, mit Ausnahme der ärmsten Bauern, die für die Feldarbeit Frauen mit intakten Füßen benötigten. Auch die Mongolen, die von 1279 bis 1368 die Yuan-Dynastie stellten, und die Mandschu, die von 1644 bis 1911 China regierten, schlossen sich diesem Brauch nicht an. Im Gegensatz zu den Han-Chinesen hielten die Mandschuren nichts von abgebundenen Füßen; daher konnte man Mandschurinnen leicht an ihren normalen Füßen erkennen.

## Beschreibung der Prozedur

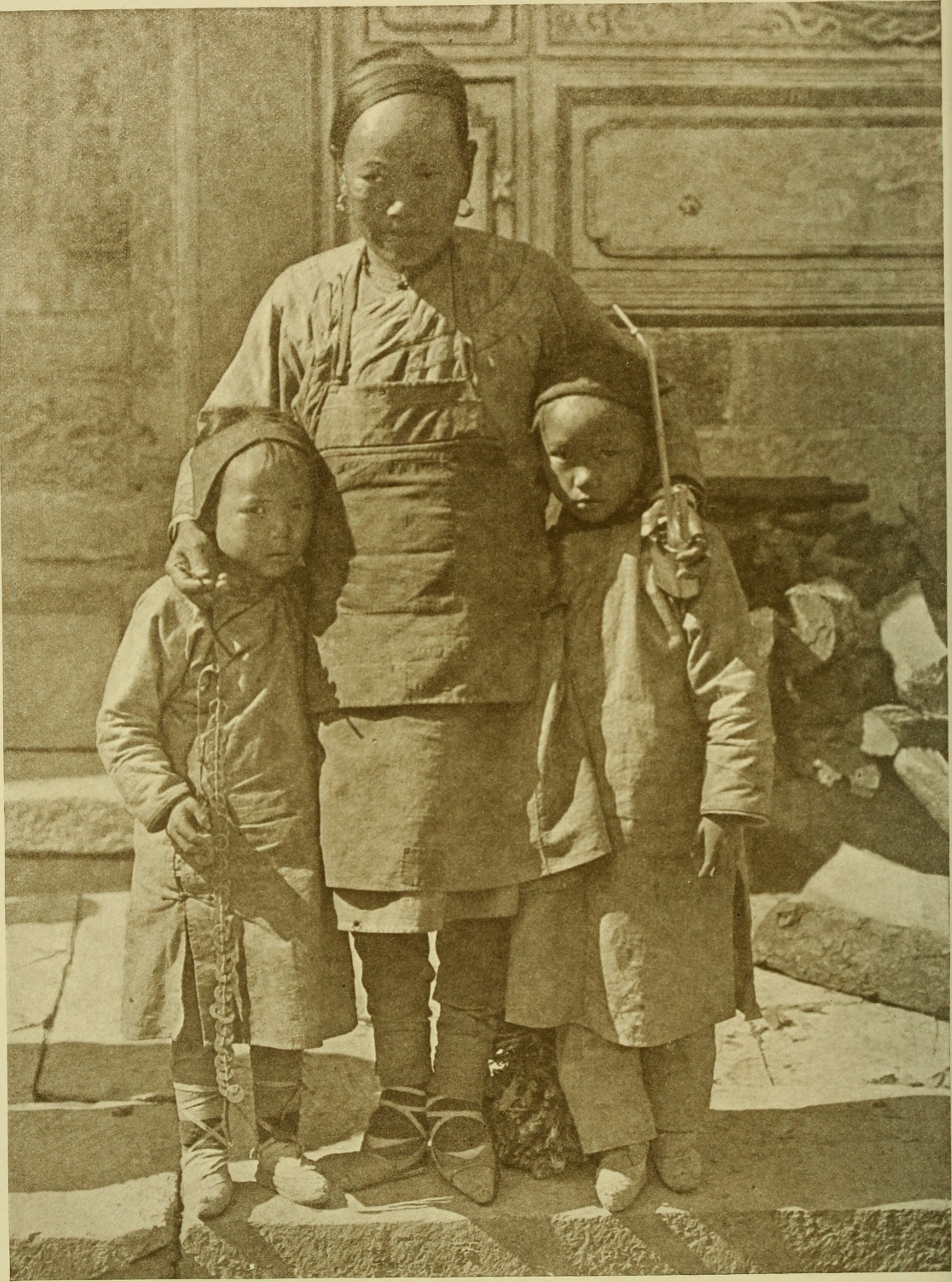
Bildbeschreibung: Kleine Mädchen, die jünger sind als acht oder neun Jahre, spielen glücklich auf der Straße, aber wenn sie älter werden, sitzen sie mit schmerzverzerrten Gesichtern auf den Türschwellen und halten ihre gequälten Füße. In Yunnan sind nicht einmal die Frauen der Kuli-Klasse ausgenommen, und man sieht sie auf den Feldern herumhumpeln, kaum in der Lage, auf ihren gebundenen Füßen zu gehen. Yvette Borup Andrews, The American Museum Journal, 1917

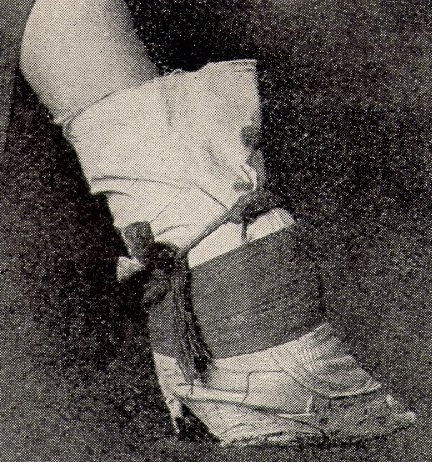
Abgebundener Fuß mit Bandagen, um 1918

Den Mädchen wurden die Füße meist im Alter von fünf bis acht Jahren von der Mutter oder der Großmutter abgebunden.
Voraussetzung war, dass das Kind das „Alter der Vernunft“ erreicht hatte und für Argumente der älteren Frauen zugänglich war. Zunächst wurde der Fuß in einer Flüssigkeit aus Kräutern und Alaun eingeweicht, die Zehennägel so kurz wie möglich geschnitten, um ein Einwachsen und damit einhergehende Infektionen zu vermeiden, und der Fuß dann massiert. Der Fuß wurde anschließend so eng mit Bandagen umschlungen, dass er im Wachstum gehemmt und zum Klumpfuß verformt wurde. Dann wurden die Mädchen gezwungen, mit kleinen Schuhen zu laufen, um die Durchblutung der Füße zu fördern. Mit Ausnahme der großen Zehe wurden alle Zehen gebrochen und unter die Fußsohle gebogen. Den jungen Mädchen wurden die Zehen dabei alle zwei Tage erneut mit nassen und immer engeren Bandagen, die beim Trocknen noch enger wurden, unter die Fußsohle geschnürt, damit sie schmale, spitze Füße bekamen. Mit solcherermaßen deformierten Füßen konnten die Frauen keine weiten Strecken mehr gehen. Die gebrochenen, eingeschnürten Klumpfüße führten oft zu Komplikationen – eingewachsene und entzündete Fußnägel, eitrig infizierte Knochensplitter, verfaulte Haut und abgestorbene Zehen.

## Gesellschaftliche Bedeutung

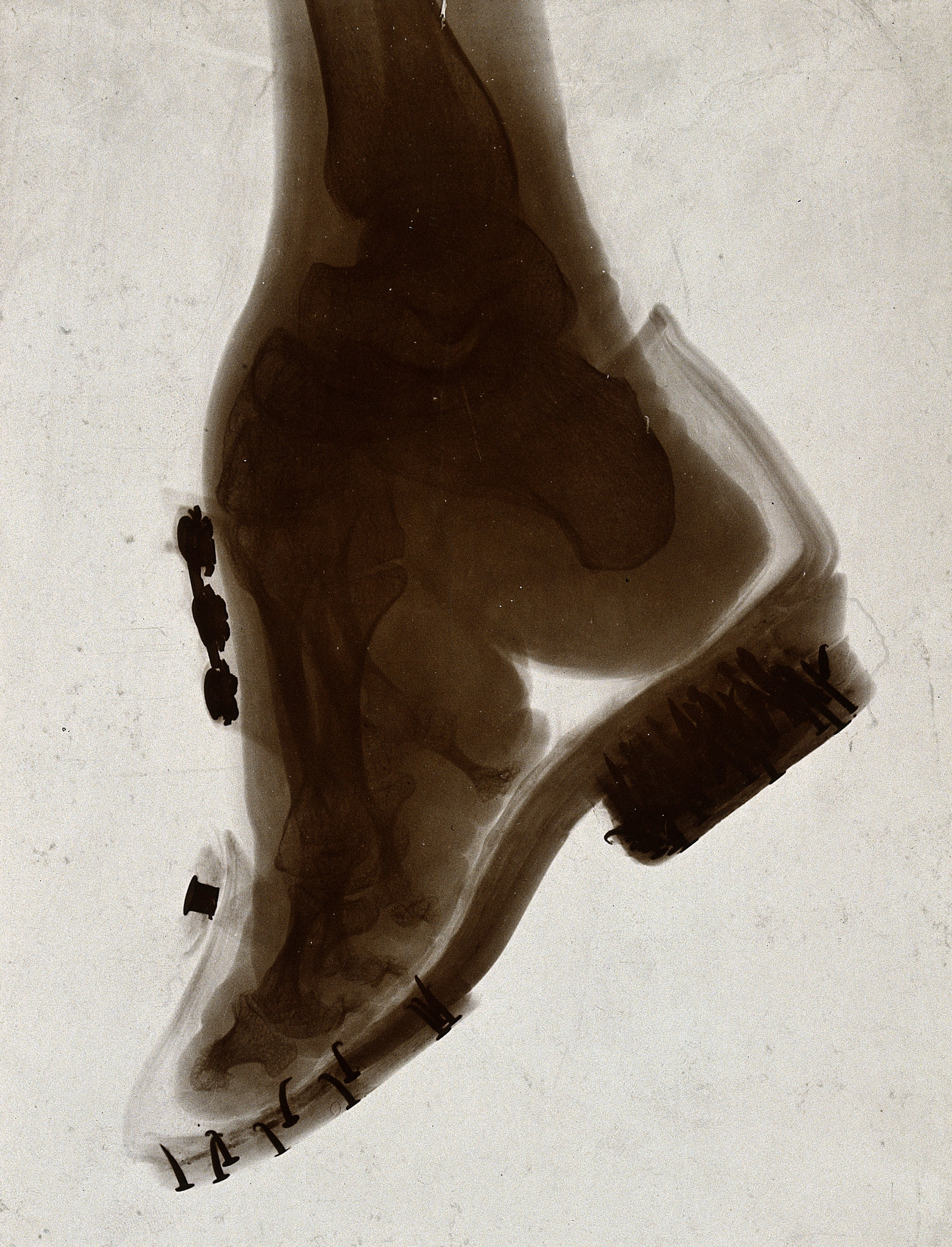
Röntgenaufnahme, um 1929

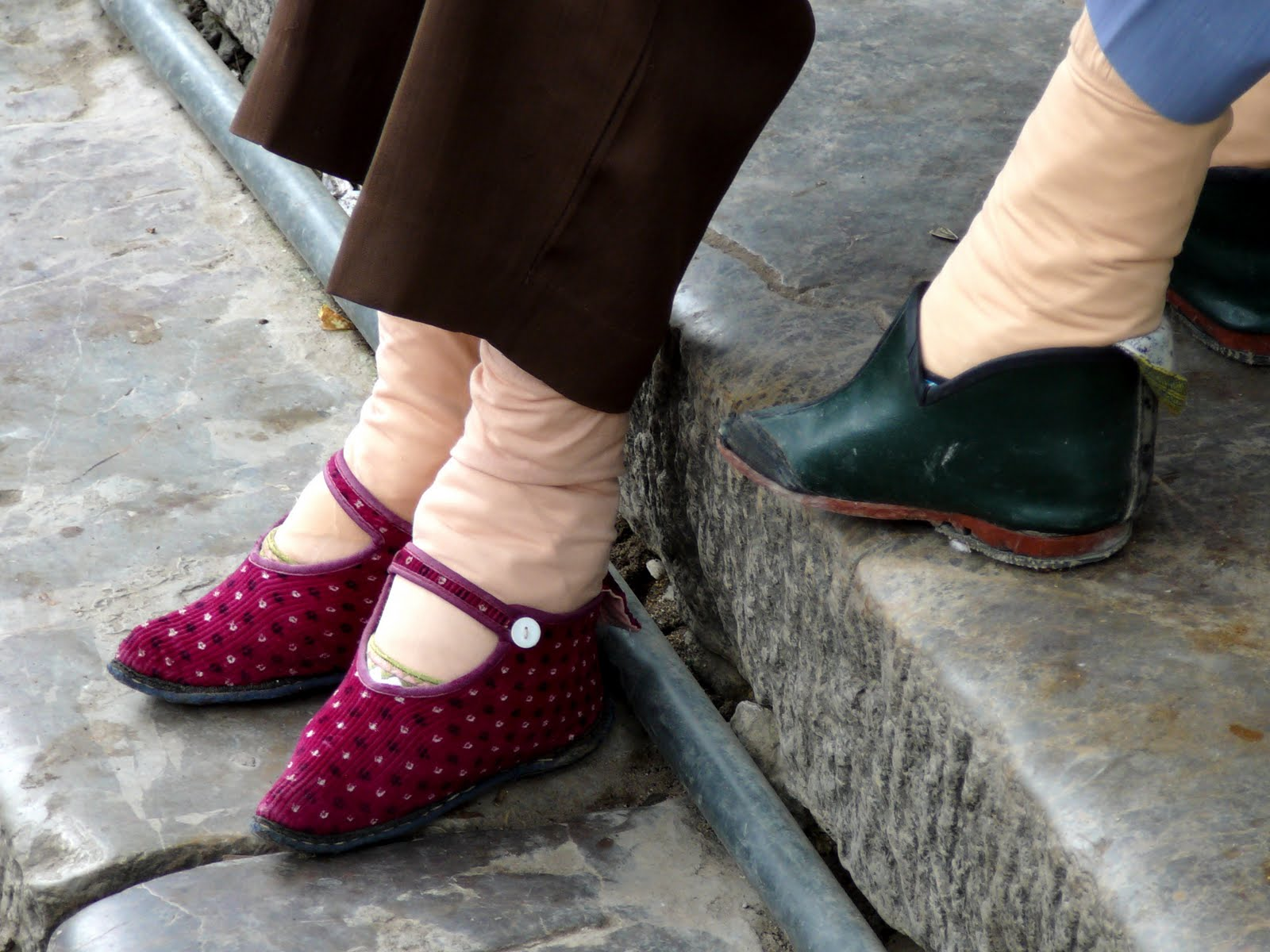
Yunnan, China, August 2010

Die Eltern betrachteten das Abbinden der Füße als notwendige Investition in die Zukunft ihrer Töchter. Das Füßebinden wurde in den oberen Bevölkerungsschichten zu einem Zeichen von Wohlstand. Töchter ärmerer Familien aus der Landwirtschaft entgingen teilweise der Verstümmelung, da sie bei der Feldarbeit benötigt wurden.
Angestrebt wurden beim Füßebinden eine Fußlänge von drei „Cun“ (10 cm)  – solche  Füße  wurden  „goldene  Lotos“  genannt und entsprechen etwa der Schuhgröße 17. Tatsächlich erreichten jedoch nur wenige Füße diese Länge. Im Durchschnitt maßen abgebundene Füße 13 cm bis 14 cm. In der Regel wurden die Bandagen parfümiert und kunstvoll gestaltete Spezialschuhe getragen. Bandagen mussten rund um die Uhr getragen werden, um das weitere Wachstum der Füße zu verhindern.
Durch die irreparable Deformation waren die Frauen nicht mehr in der Lage, sich ohne massive Schmerzen fortzubewegen, was ihre Bewegungsfreiheit einschränkte. Reiche Frauen ließen sich in einer Sänfte tragen, die von allen Seiten verhängt war. Die eingeschränkte Bewegungsfähigkeit ließ viele Frauen zudem fülliger werden, was positiv wahrgenommen wurde. 
Lebenslange Schmerzen und die körperliche Behinderung der Frauen wurden von der damaligen Gesellschaft akzeptiert und von Männern als attraktiv empfunden. Der kleinschrittige Gang wurde von chinesischen Dichtern und Poeten als erotisch beschrieben und die kleinen Füße häufig als der erotischste Teil des weiblichen Körpers wahrgenommen. Die Hilflosigkeit weckte angeblich den „Beschützerinstinkt“ der Männer. Es kam sogar vor, dass Männer gar nicht mehr auf das Gesicht ihrer Braut achteten, wenn nur die Füße klein waren, und dass Frauen mit größeren Füßen diskriminiert wurden.

## Abschaffung des Füßebindens

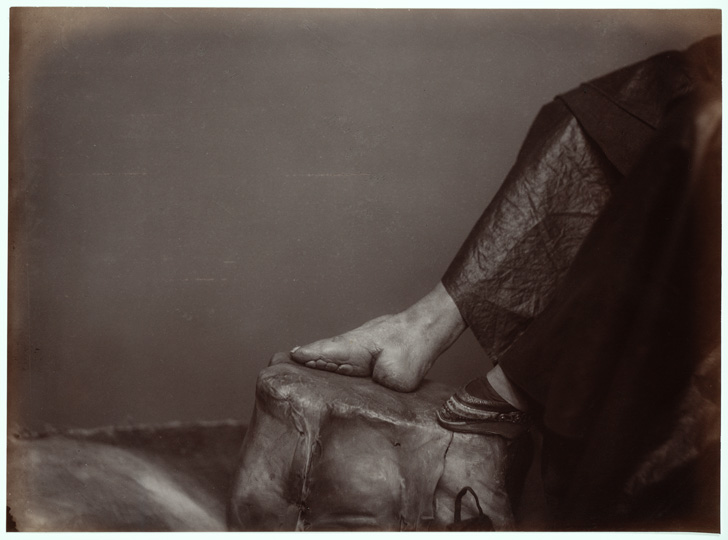
Ohne Bandagen

Noch während der späten Qing-Dynastie (Anfang des 20. Jahrhunderts) und in der Republik China war es üblich, den Mädchen die Füße zu binden. Während der Industrialisierung entstand jedoch zunehmend der Bedarf nach Arbeitskräften, um gegenüber den USA, Europa und Japan konkurrenzfähig zu bleiben. Auch entstanden mehrere gesellschaftliche Bewegungen, die das Füßebinden ablehnten und unter anderem von der Feministin Qiu Jin unterstützt und wie folgt kommentiert wurden:

„Warum lassen wir Frauen uns das gefallen, dass wir unser Leben für zwei Füße opfern, deren Knochen zerquetscht und deren Füße verkümmert sind? (…) Die Ursache liegt nur bei euch selbst, die ihr euch für wertlose Wesen haltet und die ihr nicht danach trachtet, euch beruflich zu qualifizieren, so dass ihr eueren Lebensunterhalt selbst verdienen könnt. Es ist eure Schuld, dass ihr euch immer den Männern anvertraut und eure ganze Energie daran wendet, ihnen zu schmeicheln und tausend neue Wege zu finden, wie ihr euch bei ihnen lieb Kind machen könnt.“

Die Überwindung des Füßebindens wurde unter anderem auch durch die Gründung von Elterngruppen forciert, die sich gegenseitig versprachen, weder ihren Töchtern die Füße zu brechen und zu binden, noch ihre Söhne an Frauen mit gebundenen Füßen zu verheiraten. Damit wurden Kollektive mit neuen Verhaltensmustern geschaffen, die von den Eltern als Bezugsgruppen akzeptiert wurden.
Teilweise wurden eingebundene Füße als Symbol für das traditionelle China so massiv abgelehnt, dass bereits abgebundene Füße wieder aufgebrochen wurden.
Ein Dekret gegen das Füßebinden wurde kurz nach dem Boxeraufstand 1900 durch die Kaiserinwitwe Cixi erlassen, dann wieder aufgehoben, 1902 wurde es erneut verboten, jeweils nur mit bedingtem Erfolg.
Nach dem Sturz des Kaiserreichs 1911 wurde auch von der Republik China das Füßebinden verboten. Es wurde jedoch mit abnehmender Tendenz noch bis in die 1930er Jahre fortgeführt.
Für die Frauen in diesem Übergangszeitraum war die Situation besonders hart. Manche Frauen, denen die Füße als Kinder unter Schmerzen abgebunden wurden, wurden dann von ihren Ehemännern deswegen verlassen oder wurden durch öffentliche Entblößung ihrer Füße gedemütigt.
Nach Gründung der Volksrepublik China 1949 wurde das Füßebinden unter Mao Zedong endgültig verboten und geächtet, vermutlich weil die Regierung die Gleichberechtigung der Frau verlangte und Arbeitskräfte benötigt wurden. Frauen mit gebundenen Füßen mussten mit Sanktionen rechnen. Heutzutage ist das Füßebinden sowohl verboten als auch unüblich geworden. Auch die früheren chinesischen Damenschuhe werden heutzutage nicht mehr produziert. Die letzte Fabrik, die Spezialschuhe für abgebundene Füße herstellte, schloss 1999.
Noch heute leben in China ältere Frauen mit abgebundenen Füßen. Die Künstlerin Beate Passow hat in ihrer Fotoserie Lotuslillies (2000) Bilder inszeniert, auf denen die Frauen prachtvoll bestickte Schuhe tragen. Auf dem indirekten Weg der subtilen Inszenierung, in der der schöne Schein die harte Realität verdeckt, wird hier eine Anklage gegen die Unterdrückung der Frau zum Ausdruck gebracht.

## Rezeption
- Die Herberge zur 6. Glückseligkeit, US-Filmdrama (1958)
- Pearl S. Buck machte mit ihrem Roman Die gute Erde erstmals ein größeres Publikum in den USA mit dem Füßebinden bekannt.
- BINDING BODIES. Perspektiven auf gebundene Füße

## Fotogalerie

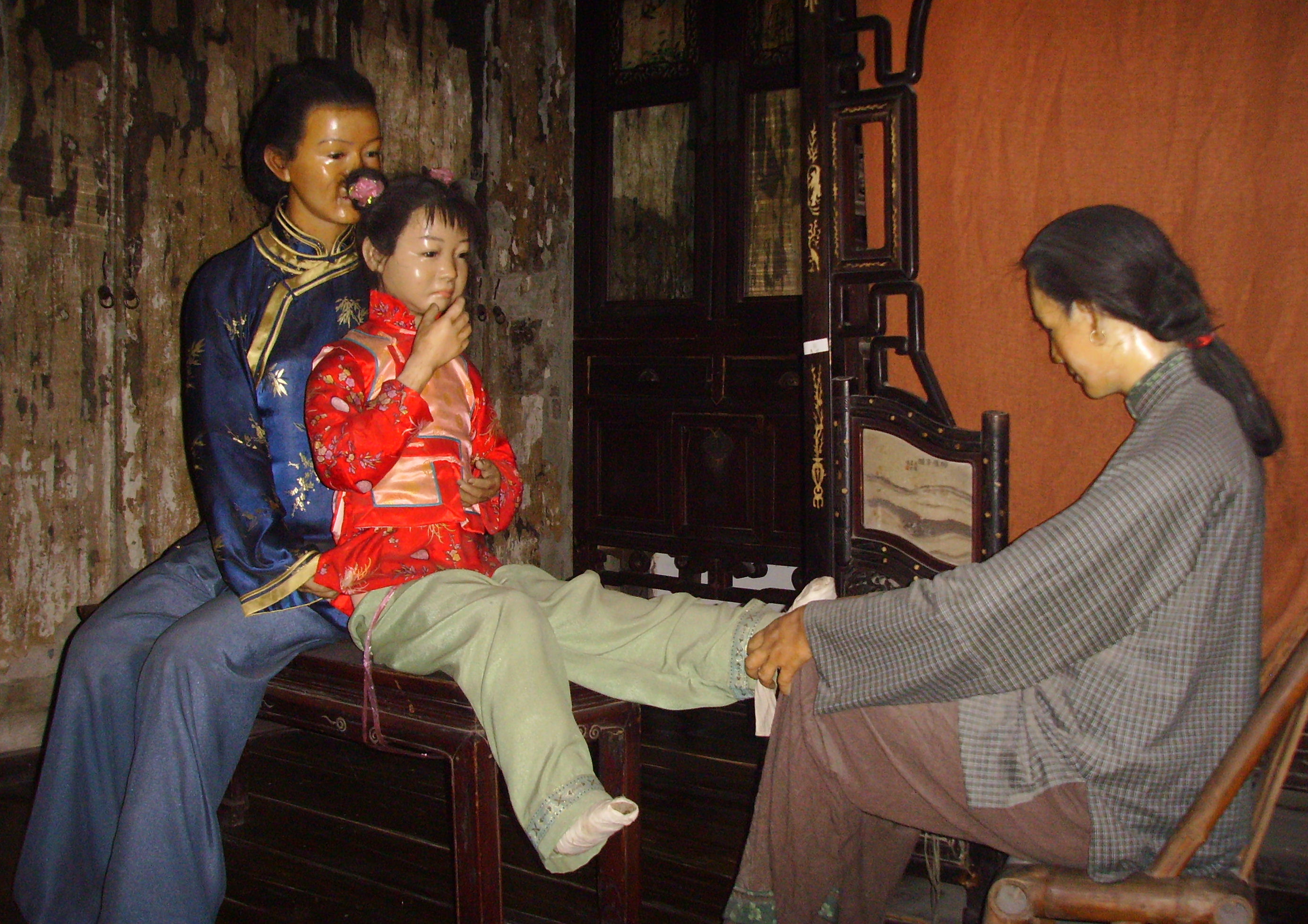
Ein weinendes Mädchen bekommt die Füße gebunden, Diorama, Museum für die Geschichte der eingebundene Füße in Wuzhen Xizha
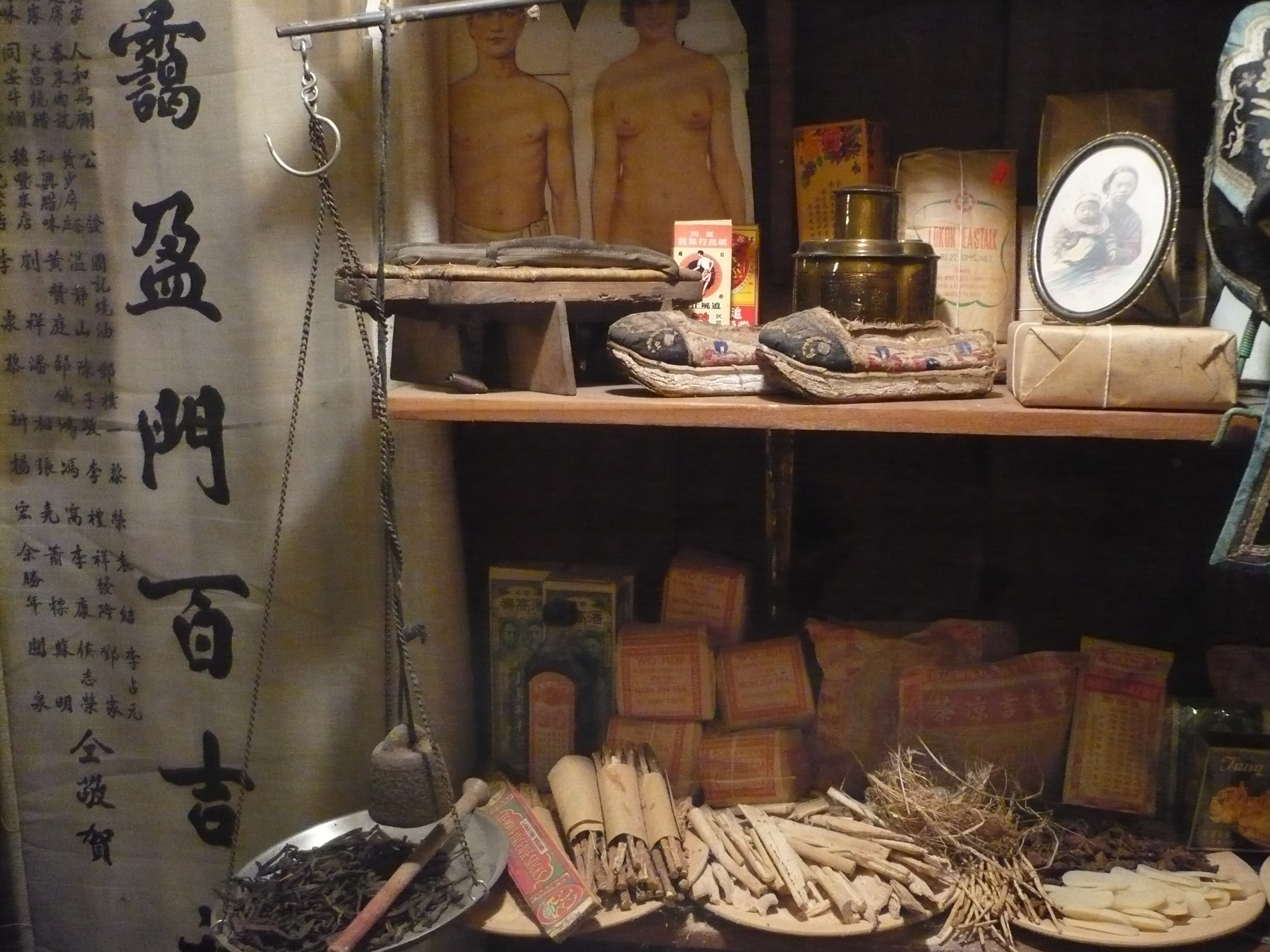
Utensilien zum Füßebinden, oben Schuhe, unten Kräuter
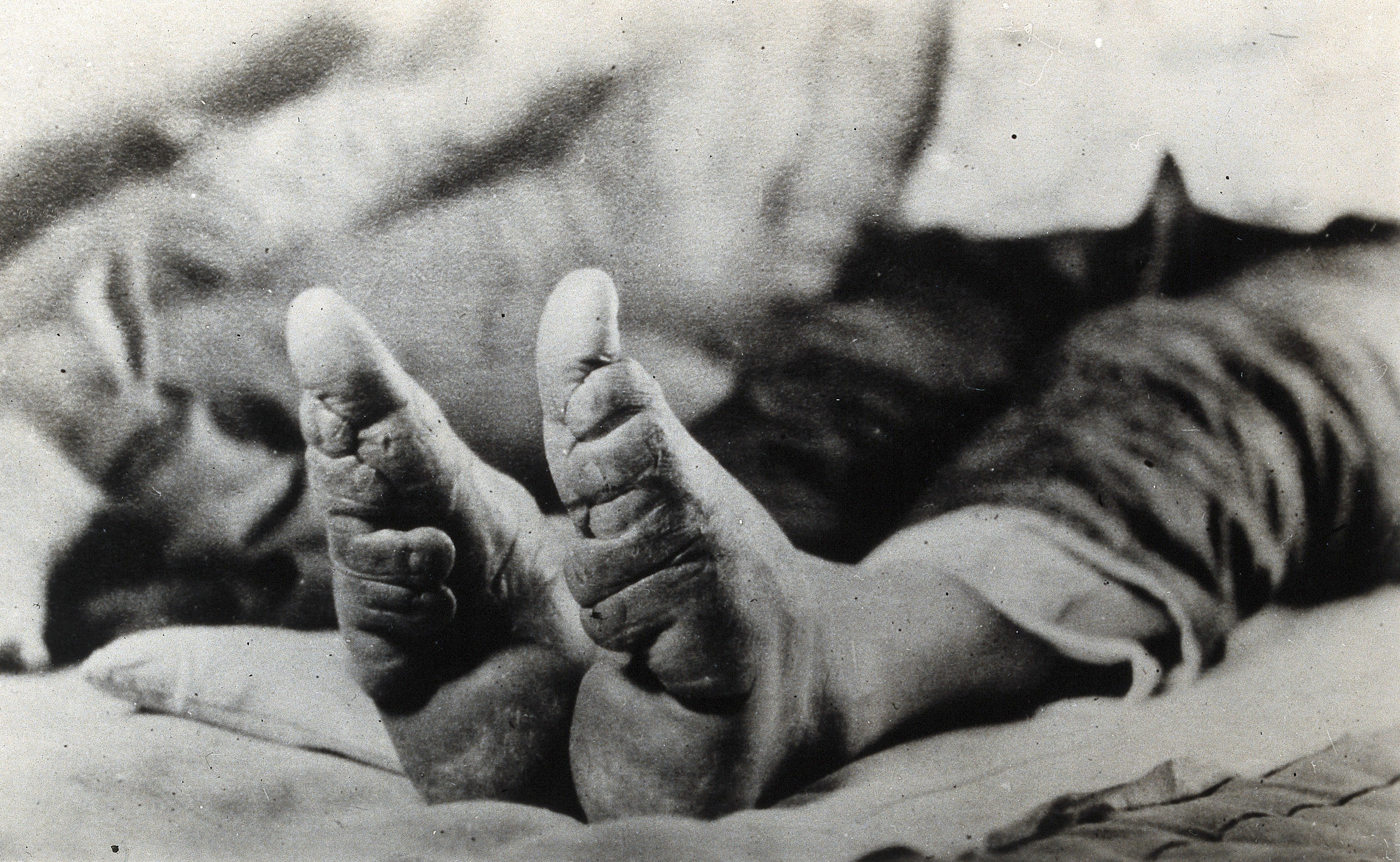
Gebundene Füße sehen unterschiedlich aus
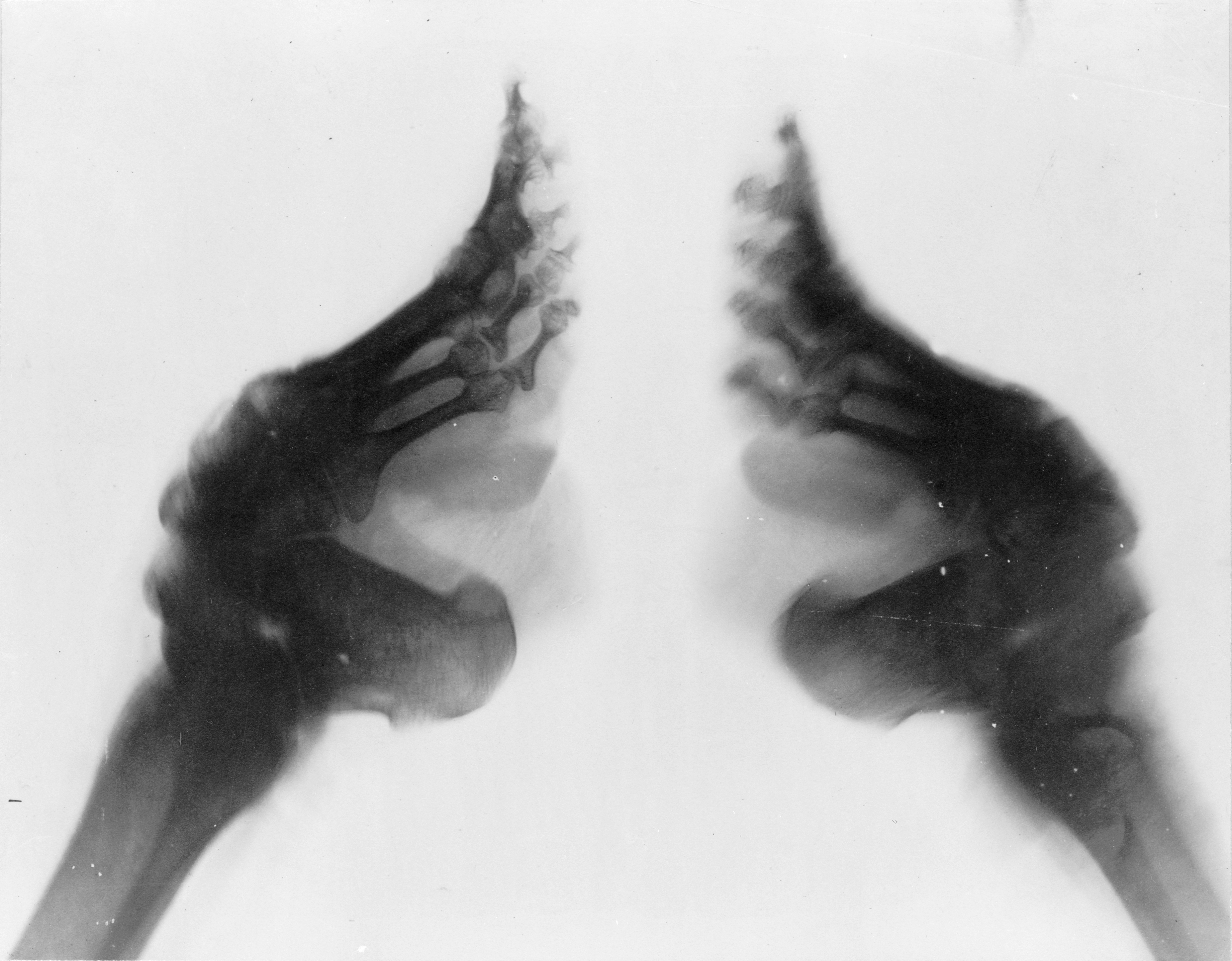
Röntgenbild
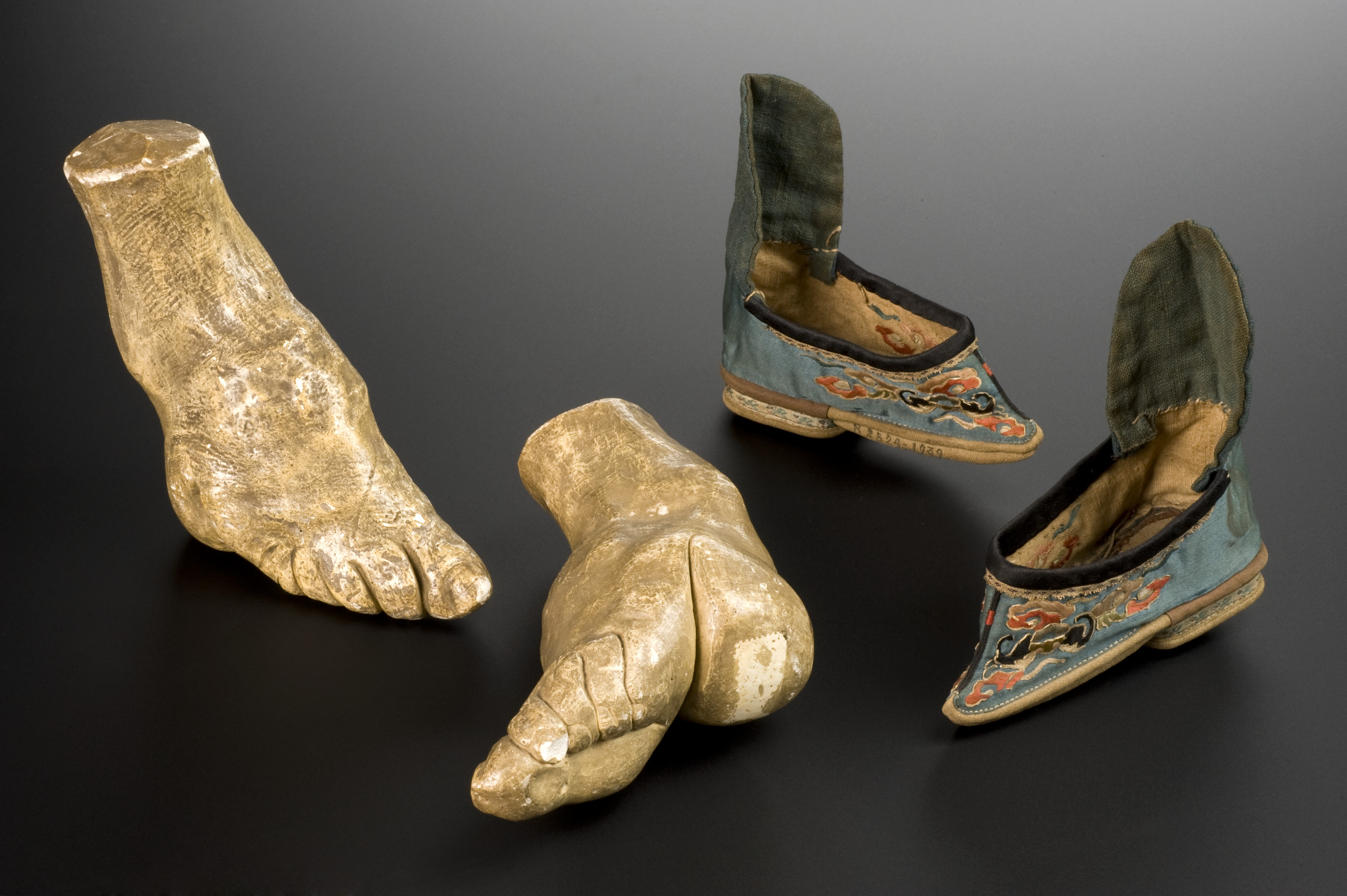
Gipsabguss und Seidenschuhe, Hong Kong
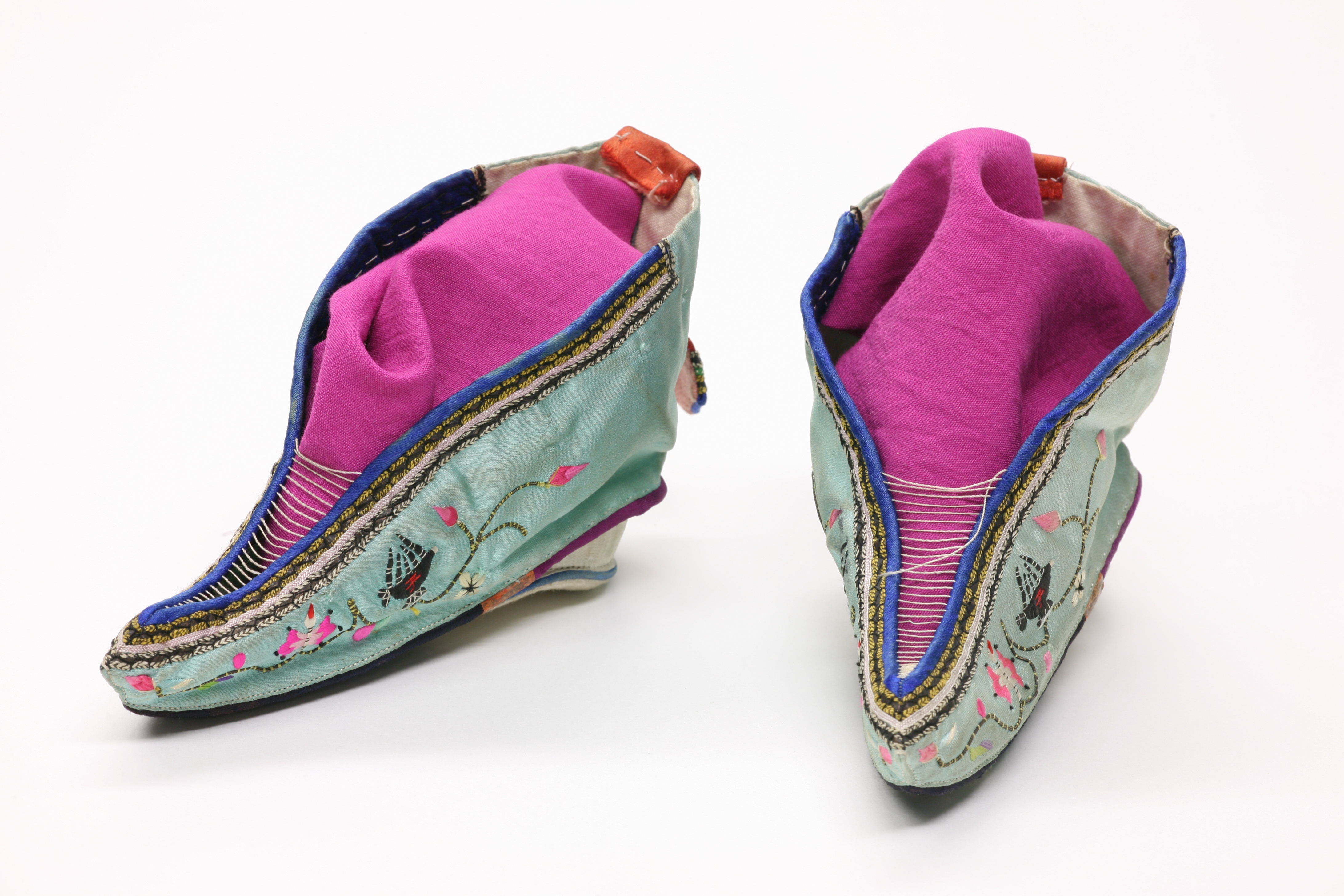
Bestickte Schuhe
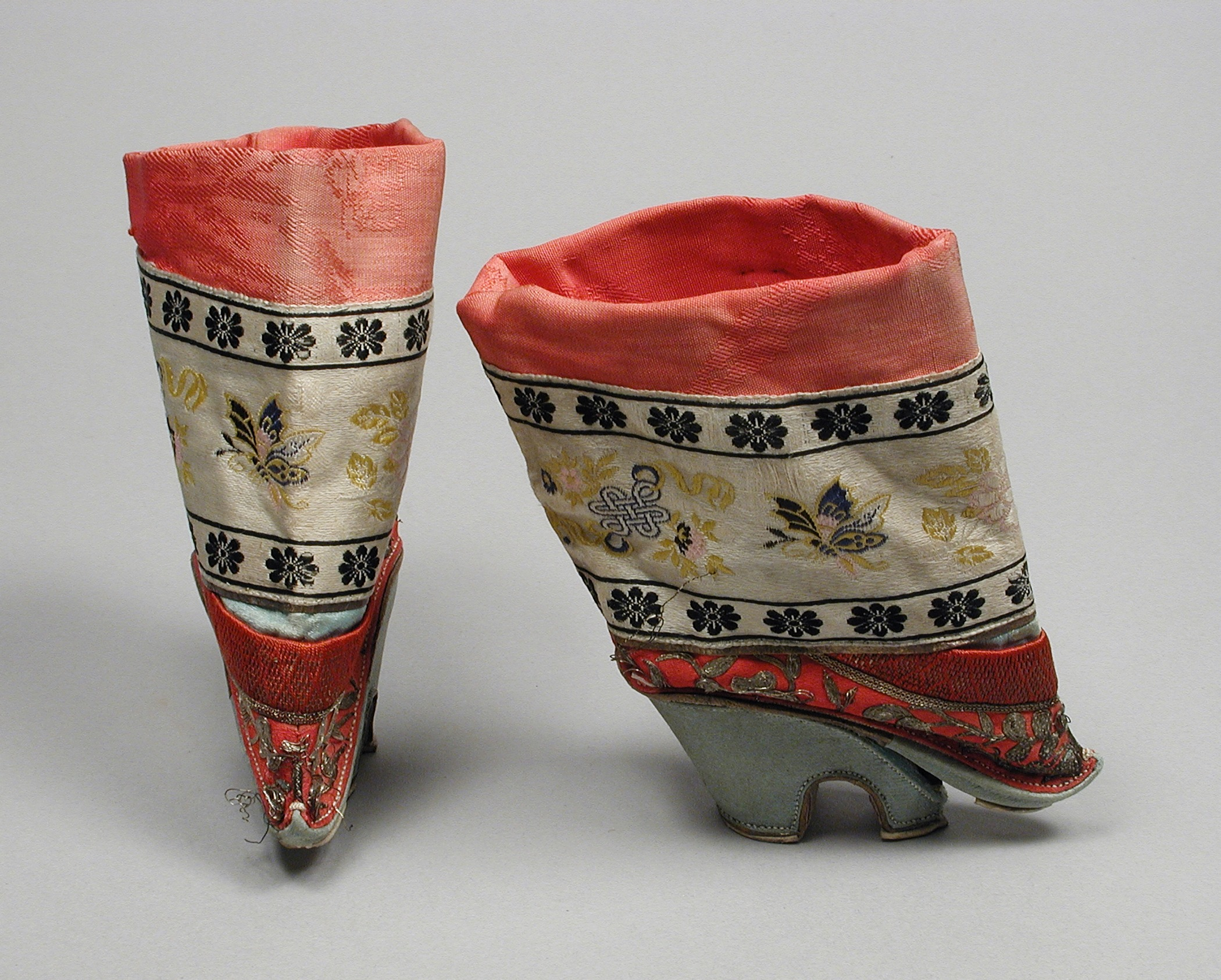
Spezialschuh
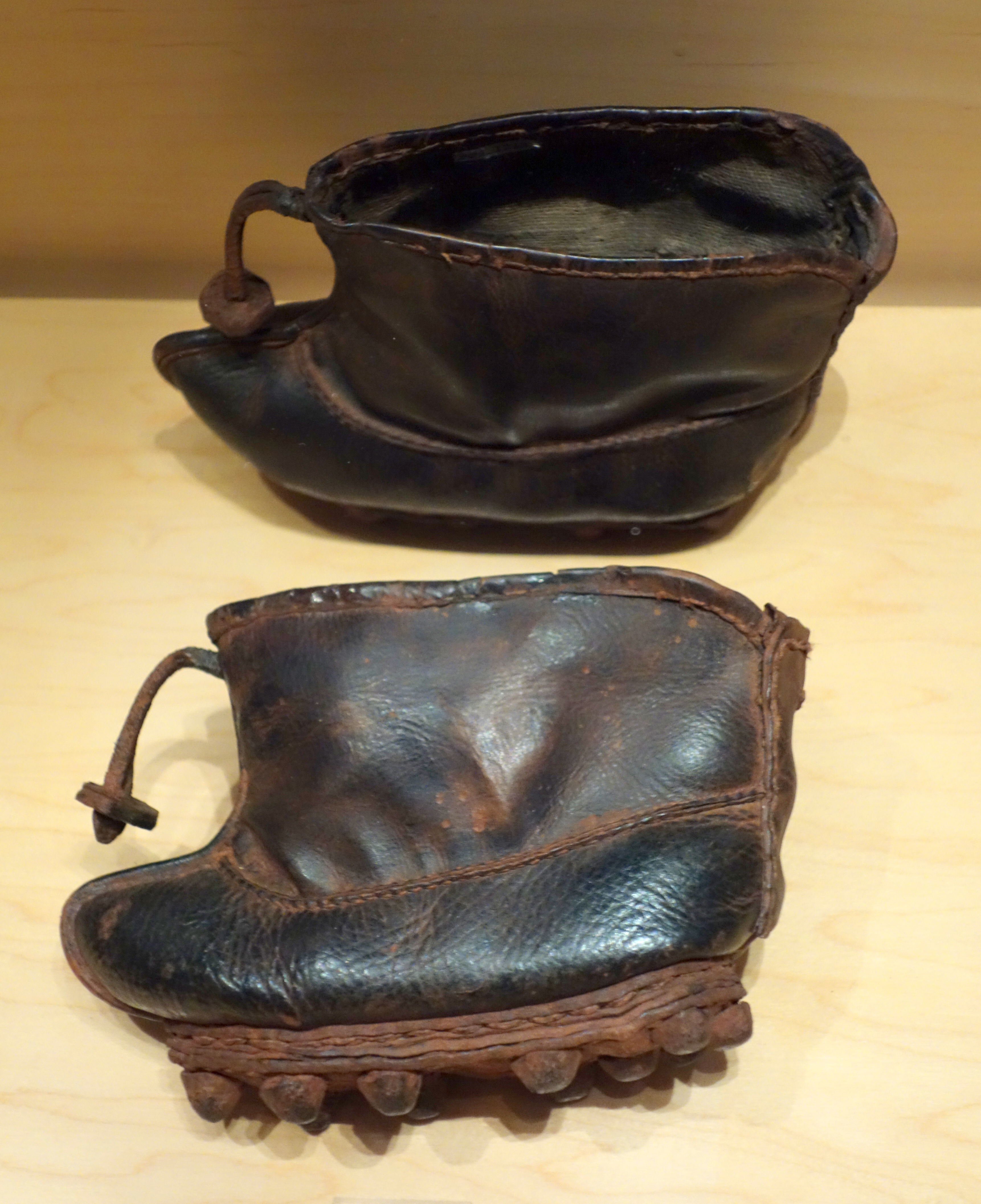
Lederschuhe
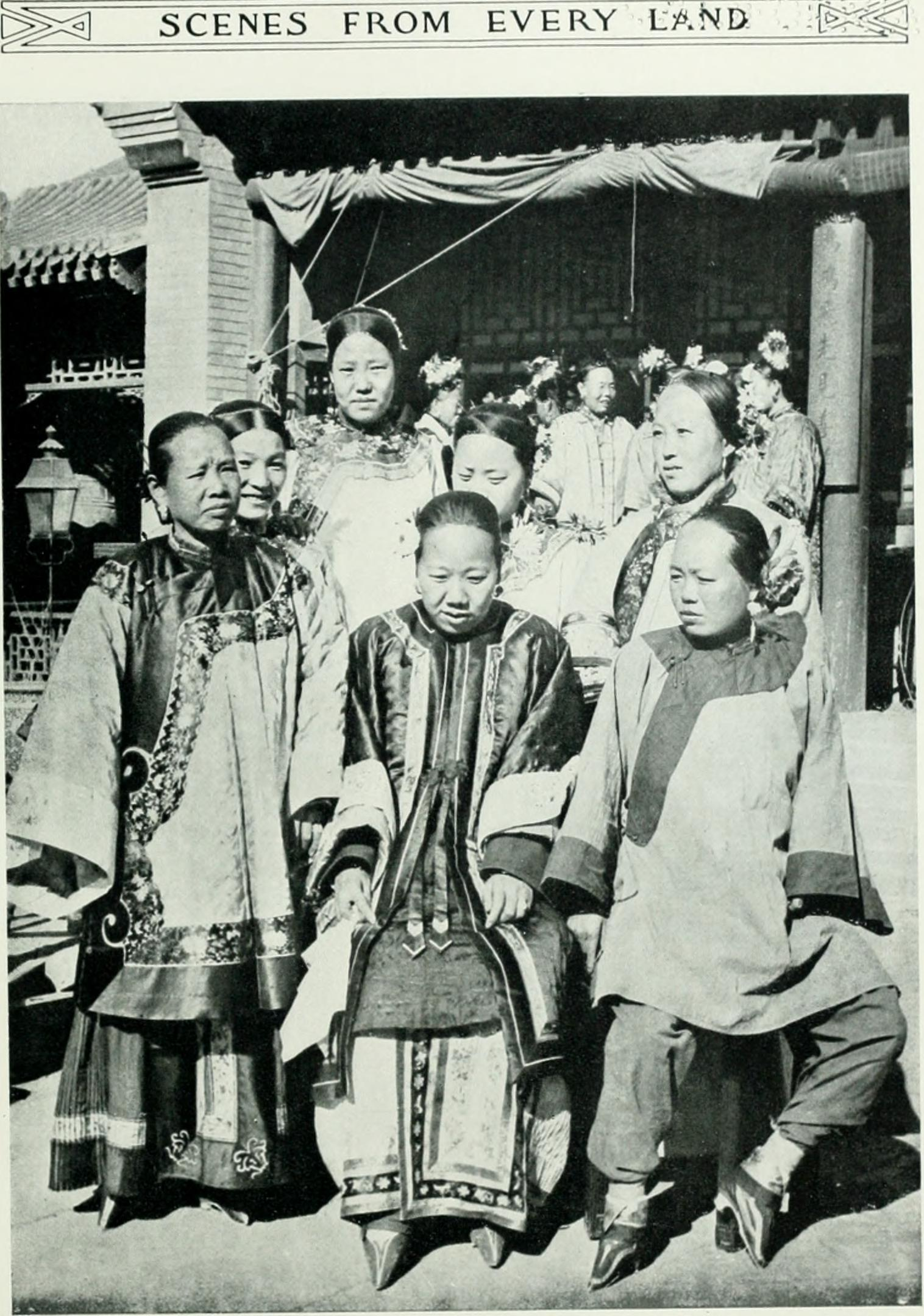
Chinesische Frauen, 1909
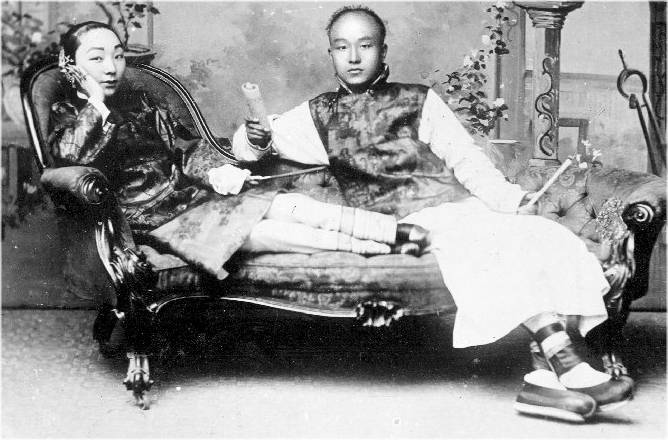
Frau mit eingebundenen Füßen und Mann mit normalen Füßen, vor 1908
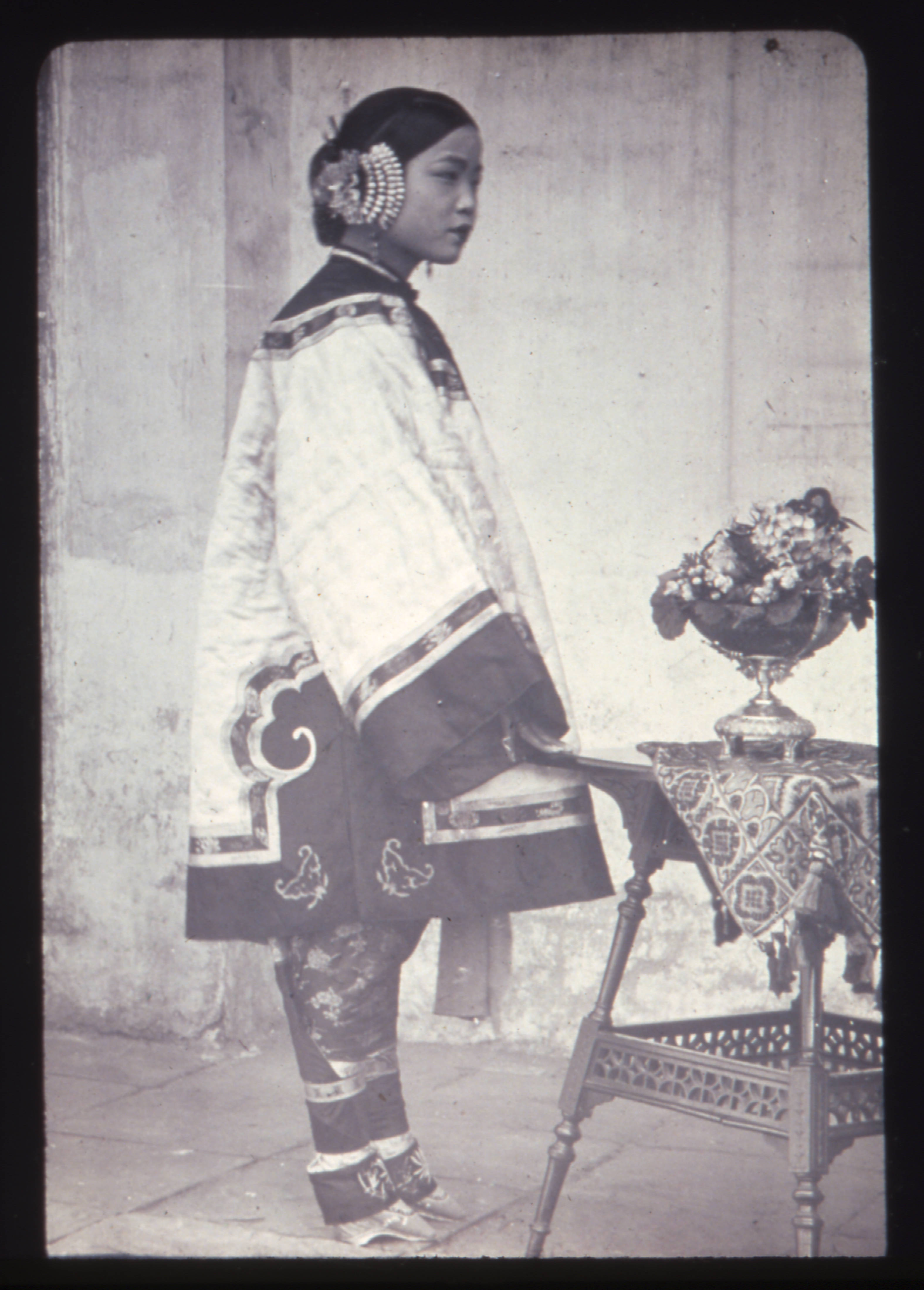
Tänzerin, 1919
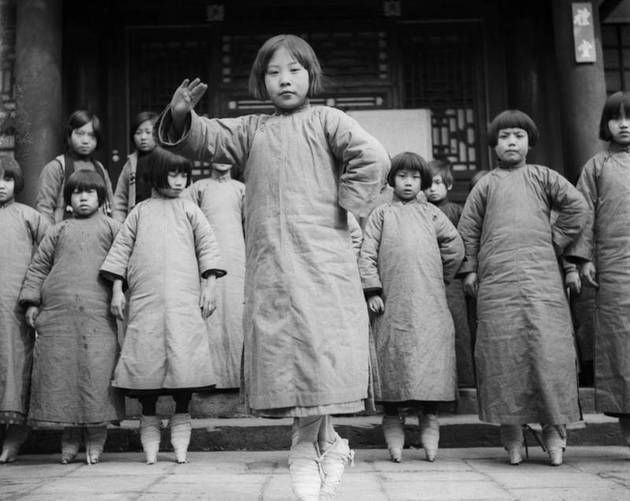
Elevinnen einer Tanzschule in Peking, 1934